# Marjetka
Marjetka je žensko osebno ime.

## Izvor imena
Ime Marjetka je različica ženskega osebnega imena Marjeta.

## Pogostost imena
Po podatkih Statističnega urada Republike Slovenije je bilo na dan 1. januar 2022 v Sloveniji število ženskih oseb z imenom Marjetka: 1.865. Med vsemi ženskimi imeni pa je ime Marjetka po pogostosti uporabe uvrščeno na 260. mesto.

## Osebni praznik
Osebe z imenom Marjetka lahko godujejo takrat kot osebe z imenom Marjeta.